# 下村正彦
下村 正彦（しもむら まさひこ、1944年7月22日 - 2023年2月17日）は日本の作曲家。

## 経歴
京都市出身。大阪府立大手前高等学校、東京藝術大学音楽学部作曲科卒業。
神戸山手短期大学表現芸術学科教授を務めた。2015年4月より神戸山手短期大学名誉教授。
神戸芸術文化会議、神戸音楽家協会、作曲集団「たにしの会」各会員。神戸波の会理事、兵庫県音楽教室研究協議会役員。兵庫音楽活動推進会議福代表、兵庫県立美術館アートフュージョン実行員、神戸新聞文化財団評議員、東京芸術大学音楽学部同声会兵庫支部長なども努めた。
音楽教師であった父・下村米太郎（しもむら よねたろう）の影響で音楽を志す。東京芸術大学では池内友次郎に師事。大学卒業後、神戸山手女子短期大学音楽科で教鞭を執る。同短期大学の招聘教授であった作曲家・小山清茂に影響を受け、日本音楽（純粋な邦楽ではない）に目覚め、1972年4月に小山が主宰する作曲集団「たにしの会」を中西覚らとともに結成した。
2023年2月17日、心不全のため死去。78歳没。

## 代表曲
- 「2台のマリンバのための音楽」（初演：1974年 / 神戸文化ホール）
- 「バレエ「紀の国の詩」」（初演：1977年 / 大阪毎日ホール、宇宿充人指揮・ヴィエールフィルハーモニー）
- 「ヴァイオリンとピアノのための2章」（初演：1980年 / 兵庫県民小劇場）
- 「バレエ「散華」」（初演：1981年 / 和歌山県民文化会館、宇宿充人指揮・ヴィエールフィルハーモニー）
- 「四手連弾のための「沖縄のうた」」（初演：1986年 / 兵庫県民小劇場）
- 「弦楽合奏のための「竹田の子守唄」」（初演：1987年 / 神戸文化ホール、小松一彦指揮関西フィルハーモニー交響楽団）
- 「福井久子詩集「海・鯨の通る路」」（初演：1990年 / 兵庫県民小劇場）

## 賞歴
- 2009年（平成21年） - 神戸市文化活動功労賞 受賞。
- 2013年（平成25年） - 半どん文化賞（現代芸術賞）受賞。
- 2015年（平成27年） - ともしびの賞 受賞、
- 2017年（平成29年） - 年度神戸市文化賞 受賞。

## 執筆
「『月光のソナタ』と『荒城の月』」（『神戸山手学園創立80年記念論文集』神戸山手短期大学「紀要」第47号 / 2004年12月）